# Cynodontiella
Cynodontiella là một chi rêu trong họ Dicranaceae.